# Andreas Zapatinas
Andreas Zapatinas (Atene, 1957) è un designer automobilistico greco.

## Biografia

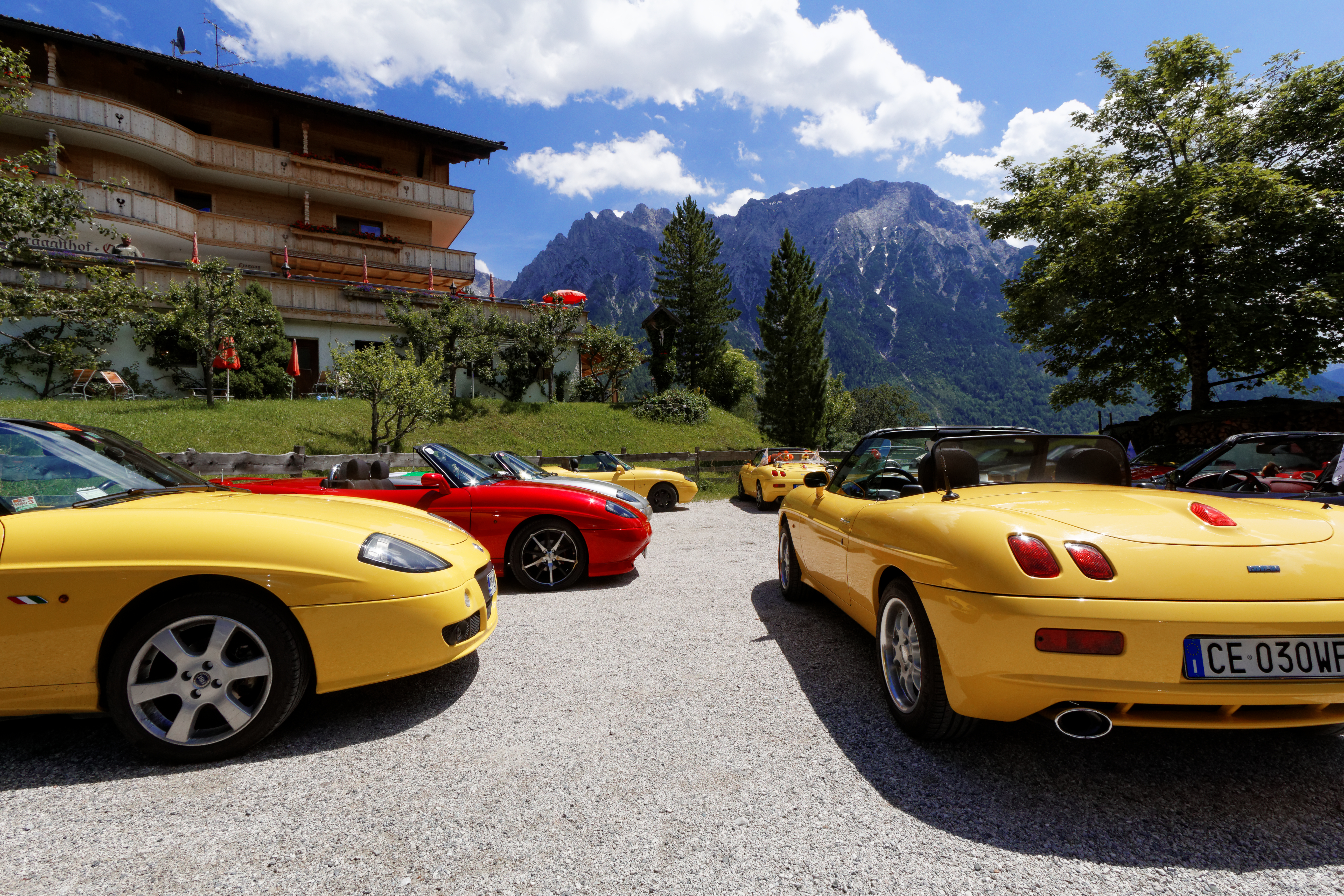
La Fiat Barchetta, l'opera più nota del designer greco

Ha conseguito i suoi studi in California all'Art center college of design, dove si laureò nel 1986, e dopo poco tempo giunse in Europa dove lavorò come relatore all'Art Center College of Design Europe a Vevey, in Svizzera. Qualche anno dopo fu assunto dalla Pininfarina Studi e Ricerche, e successivamente fu assunto al centro stile Fiat sotto la supervisione di Chris Bangle, anch'egli laureato all'Art center della California.
Negli anni in cui Zapatinas visse a Torino insegnò nel suo tempo libero l'arte del design di automobili all'Istituto d'Arte Applicata e Design. Sempre a Torino conobbe sua moglie Silvia. Alla casa torinese, Zapatinas diede origine alla fortunata spider Fiat Barchetta.

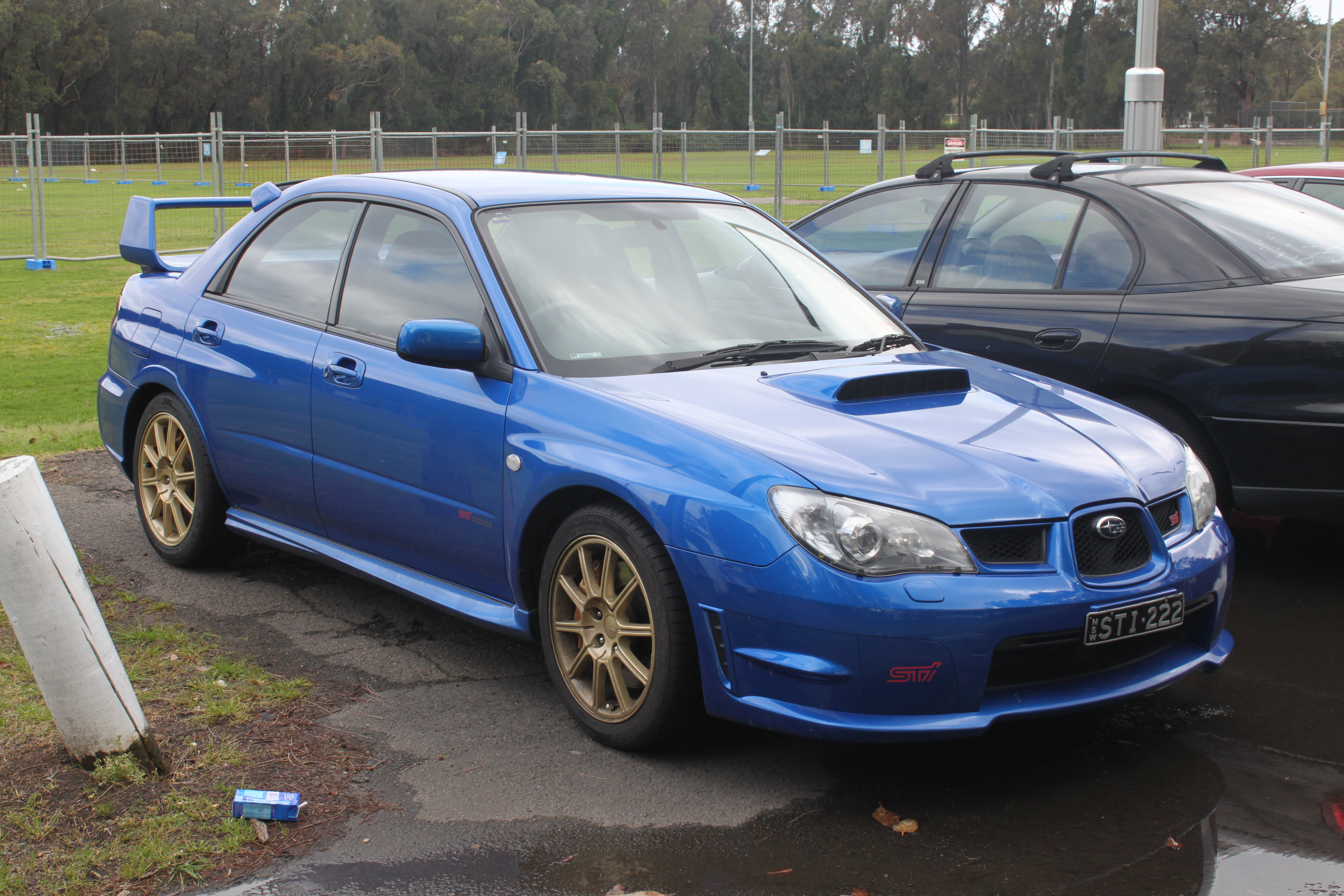
Subaru Impreza WRX STI del 2006, ultima opera di Zapatinas

Negli anni successivi lavorò all'Alfa Romeo, dove disegnò il posteriore dell'Alfa Romeo 145 e alcune parti dell'Alfa Romeo 147.
Successivamente si spostò a Monaco di Baviera dove venne assunto dalla BMW, ma presto tornò in Italia. Dal 2002 è entrato a capo della Advanced Design della Subaru dove smise di lavorare nel luglio 2006; qui si occupò del restyling della Impreza II serie, della Subaru Tribeca e della Subaru R2.
A partire dal 2016 entra a far parte della Changan, una società automobilistica cinese con una sede di progettazione a Torino in Italia.